# Jolley (Iowa)
Jolley – miasto w Stanach Zjednoczonych, w stanie Iowa, w hrabstwie Calhoun. W 2000 liczyło 54 mieszkańców.